# セバスティアン・ヴィエイラ
セバスティアン・ヴィエイラ（Sebastião Vieira、1573年 - 1634年7月6日）は、江戸時代初期に来日したポルトガルのイエズス会宣教師である。

## 経歴・人物
ポルトガル北部のヴィゼウ県カストロ・ダイレに生まれる。1591年に18歳でイエズス会に入会し、10年後の1601年には同会の司祭として活動した。その後日本へのキリスト教の布教のために1604年（慶長9年）に来日するが、1607年（慶長12年）ごろに一旦離日し当時ポルトガル領だったマカオに移住する。1609年（慶長14年）に再来日を果たすものの、1614年（慶長19年）に江戸幕府からキリシタン追放令が発令されたことによりスペイン領東インド（現在のフィリピン）のマニラに追放された。
しかしヴィエイラは絶望せず翌1615年（元和元年）に再度日本に密入国し、大村にて布教活動にあたる。1619年（元和5年）には再度マカオに活動拠点を移し、5年後の1624年にはイタリアに渡り、ローマにてイエズス会の日本管区代表となり当時ドミニコ会の日本管区長代理を務めていたディエゴ・コリャードがイエズス会に対して批判したことを弁明した。その後はフィリピンに戻り、1632年（寛永9年）に再来日したが翌1633年（寛永10年）に大坂にて伴侶6人と共に捕縛され、長崎に送還される。これによって当時江戸幕府将軍だった徳川家光の命により江戸に送還され、江戸町奉行に取り調べを受けた後に引き回しや穴吊し等の拷問を受けた後に火刑に処され殉教した。